# Jesús Ibarra Ramos
Jesús Alfonso Ibarra Ramos (Culiacán, Sinaloa, 1 de abril de 1981) es un político mexicano, integrante del partido Movimiento Regeneración Nacional (Morena) y con anterioridad del Partido Nueva Alianza (PANAL). Ha sido en dos ocasiones diputado al Congreso de Sinaloa y desde 2024 es diputado federal.

## Biografía
Es licenciado en Economía y maestro en Administración Pública y Políticas Públicas por el Instituto Tecnológico y de Estudios Superiores de Monterrey (ITESM); cuenta con estudios de diploados en Marketing Político y Análisis Político por el mismo ITESM y en Anticorrupción -Islands of Integrity and Effectiveness- y Meeting the Challenges of México’s Future en la Escuela Harvard Kennedy.
Inicialmente miembro del PANAL. De 2008 a 2010 fue director de Promoción e Inversión Turística del Consejo para el Desarrollo Económico de Sinaloa en la gubernatura de Jesús Aguilar Padilla. En el gobierno del presidente Enrique Peña Nieto, fue en 2013 subdirector de Enlace con Entidades Federativas de la Secretaría de Gobernación cuando era titular de esta Miguel Ángel Osorio Chong y en 2014 secretario particular en la Oficialía Mayor de la Secretaría de Agricultura, Ganadería, Desarrollo Rural, Pesca y Alimentación (SAGARPA), cuando su titular era Enrique Martínez y Martínez.
En las elecciones estatales de 2016 fue candidato de la coalición formada por los partidos Revolucionario Institucional (PRI), Verde Ecologista de México (PVEM) y Nueva Alianza a diputado por el Distrito 14 local con cabecera en Culiacán. Resultó elegido a la LXII Legislatura del Congreso del Estado de Sinaloa para el periodo de 2016 a 2018.
En 2018 renunció a la militancia en el PANAL y se unió a Morena, de 2019 a 2020 fue asesor del presidente municipal de Culiacán, Jesús Estrada Ferreiro. En las elecciones estatales de 2021 fue nuevamente candidato a la diputado por el Distrito 14 local, pero esta vez por la coalición Juntos Hacemos Historia; siendo elegido a la LXIV Legislatura del Congreso del Estado que fungió de dicho año al de 2024. En ella fue presidente de la comisión de Hacienda Pública y Administración; secretario de la comisión de Planeación para el Desarrollo y el Bienestar Social; así como vocal de las comisiones de Educación, Ciencia y Tecnología; y, de Justicia.
En las elecciones federales de 2024 fue postulado por la coalición Sigamos Haciendo Historia a diputado federal por el Distrito 5 de Sinaloa. Fue elegido al recibir el 57.32% de los votos, frente a su competidor de la coalición Fuerza y Corazón por México, Sergio Raúl Esquer Peiro, que recibió el 32.95% de los votos; representandolo en la LXVI Legislatura que concluirá en 2027.